# Ralph Beauclerk
Pour les articles homonymes, voir Beauclerk.
Ralph Beauclerk y Peñalver (1917–2007), 6e marquis de Valero de Urría, est cadet noble des ducs de Saint-Albans.
Militaire et agent secret britannique de la Seconde Guerre mondiale, rattaché au Special Operations Executive (Section F), il est parachuté en France en avril 1944 pour être l’opérateur radio du réseau Nestor-DIGGER de Jacques Poirier.

## Identités
- État civil : Charles Ralph Beauclerk ;
- Militaire : 
  - Intelligence Corps
  - SOE, section F ; grade : capitaine ;
- Comme agent du SOE :
  - Nom de guerre (field name) : « Casimir »
  - Nom de code opérationnel : BEADLE (en français APPARITEUR)
  - Nom de code du Plan, pour la centrale radio : CAMISOLE
  - Faux papiers : René Charles Beauvalais, né le 10 août 1917 à Biarritz.

## Famille
De noble extraction, son ancêtre patrilinéaire est fils naturel du roi Charles II. 
- Arrière-arrière-grand-père : Lord Sidney Beauclerk (1703–44), fils du 1er duc de Saint-Albans[1].
- Parents : William Topham Sidney Beauclerk (arrière-petit-fils de Topham Beauclerk MP) et de María de los Dolores de Peñalver y Zamora, 7e marquise de Arcos[2].
- Sa femme : Mary Noirine née Bowen, qui s'épouse le 24 août 1957, à Saigon.
- Ses enfants : 
  - Lola Mary Beauclerk (née en 1958), épouse le Dr Richard Makower ;
  - William Ralph Joseph Beauclerk (né en 1961), 7e marquis de Valero de Urría (depuis 2008)[3], se marie avec Margaret née Mountjoy (par courtoisie marquise de Valero de Urría).

## Éléments biographiques
Ralph Beauclerk fait ses études secondaires au collège catholique de Downside. Lors de son affectation à l'Armée britannique, il participe à la Seconde Guerre mondiale en tant qu'un des « farfelus », l'un des trois membres de l'équipe du réseau Nestor-DIGGER, ainsi baptisés par André Malraux. Parachuté le 9 avril 1944, en compagnie de Peter Lake « Basil » dans le voisinage de Domme, en Dordogne, il devient l’opérateur radio du réseau de Jacques Poirier « Nestor », au sein duquel le capitaine Lake sert comme instructeur. Comme opérateur radio, Beauclerk fait preuve d’ingéniosité :
- en butte à des problèmes de longueur et d'orientation de l'antenne, à des problèmes de lampes ou d'embouteillages de fréquences, il sait toujours faire face et trouver les solutions opportunes ;
- il réussit à transformer une ambulance en véhicule radio en y installant un émetteur et un récepteur qui ont été enlevés aux Allemands par un maquis de Corrèze ;
- il a même commencé à réaliser une station radio pour émettre de la propagande en direction des troupes allemandes de la poche de Royan, mais n'a pas pu l'utiliser en raison de l'incident que fut la rencontre entre le général de Gaulle et le capitaine Lake à Marennes — le général sommant l'agent "britannique" de quitter la France au plus vite :
« Vous n'avez rien à faire ici…! » ;

Pendant ses cinq mois d'activité, il envoie 139 messages et en reçoit 138.
En 1989, Beauclerk succède à sa tante au marquisat espagnol matrilinéaire avant de faire carrière dans la banque en Asie et d'occuper des postes de direction dans de nombreux pays.

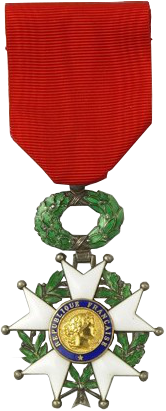
Légion d'honneur

Il décède le 4 avril 2007.

## Honneurs
Le 6e marquis de Valero de Urría reçut entre plusieurs décorations militaires les distinctions honorifiques suivantes :
- : Membre de l’ordre de l'Empire britannique (MBE) ;
- : Ordre national de la Légion d'honneur[Quand ?] ;
- : Croix de guerre ;
- : Chevalier de l'ordre souverain de Malte (OSM).

## Sources et liens externes
- Fiche Beauclerk, Charles Ralph, avec photographie sur le site Special Forces Roll of Honour.
- Libre Résistance, bulletin d’information et de liaison, anciens des Réseaux de la Section F du S.O.E. (Special Operations Executive), Amicale BUCK, numéro 20, 2e trimestre 2007.